# Залевський Яків Анатолійович
Яків Анатолійович Залевський (нар. 30 травня 1980, Волгоград, РРФСР) — російський, український, білоруський та молдовський футболіст, півзахисник, по завершенні кар'єри — тренер. На даний час працює в тренерському штабі білоруського клубу «Крумкачи».

## Клубна кар'єра
Вихованець волгоградського УОР. Перший тренер — А. Г. Залевський. Професіональну кар'єру розпочав у клубі «Торпедо» (Волзький). Потім грав за команду «Енергія» (Камишин). У сезоні 1999/00 років виїхав до Молдови, де виступав за «Енергетик» з міста Дубоссари. Виступав також за «Шериф» і «Тирасполь», але в основу команд не пробився. Потім грав в аматорському клубі «Сигнал» (Одеса). У січні 2003 року побував на перегляді в київському «Динамо», але команді не підійшов. Сезон 2003/04 років провів в одеській «Пальмірі», клуб виступав у другій лізі чемпіонату України. Після цього Залевський відправився на Далекий Схід Росії, де протягом трьох років грав за «Сахалін». У 2007 році перейшов у жодінське «Торпедо», де провів 2 роки. У серпні 2008 року перейшов в овідіопольський «Дністер», клуб виступав у Першій лізі України. Усього за клуб у Першій лізі зіграв 34 матчі та відзначився 1 голом, у Кубку України провів 2 матчі та відзначився 1 голом. У січні 2010 року перейшов у «Мінськ».. Провівши один сезон у столичному клубі, в лютому 2011 року перейшов у «Вітебськ». Завершив кар'єру гравця в «Крумкачах» у 2014 році.

## Кар'єра в збірній
Виступав в офіційних матчах за молодіжну збірну Молдови та збірну Молдови з футзалу.

## Особисте життя
Одружився в липні 2007 року.